# Рапеш
Рапеш (мкд. Рапеш) је насеље у Северној Македонији, у јужном делу државе. Рапеш припада општини Новаци.

## Географија
Насеље Рапеш је смештено у јужном делу Северне Македоније. Од најближег већег града, Битоља, насеље је удаљено 38 km североисточно.
Рапеш се налазе у западном делу високопланинске области Маријово, као једно од најзабаченијих, али и етнички најчистијих делова православног словенског живља на тлу Македоније. Насеље је положено на источним падинама Селечке планине. Западно од села издиже се главно било планине. Надморска висина насеља је приближно 700 метара.
Клима у насељу је планинска због знатне надморске висине.

## Историја
За време првог светског рата село је било део Солунског фронта.

## Становништво
Рапеш је према последњем попису из 2002. године имао 46 становника. 
Претежно становништво по последњем попису су етнички Македонци (100%).
Већинска вероисповест је православље.